# نجم ألبي
نجم ألبي (الاسم العلمي: Aster alpinus) هو نوع من النباتات يتبع جنس النجم من الفصيلة النجمية.